# 玉鬘十帖
| 源氏物語五十四帖 |        |    |        |
| 各帖のあらすじ   |        |    |        |
| 帖               | 名     | 帖 | 名     |
| 1                | 桐壺   | 28 | 野分   |
| 2                | 帚木   | 29 | 行幸   |
| 3                | 空蝉   | 30 | 藤袴   |
| 4                | 夕顔   | 31 | 真木柱 |
| 5                | 若紫   | 32 | 梅枝   |
| 6                | 末摘花 | 33 | 藤裏葉 |
| 7                | 紅葉賀 | 34 | 若菜   |
| 8                | 花宴   | 35 | 柏木   |
| 9                | 葵     | 36 | 横笛   |
| 10               | 賢木   | 37 | 鈴虫   |
| 11               | 花散里 | 38 | 夕霧   |
| 12               | 須磨   | 39 | 御法   |
| 13               | 明石   | 40 | 幻     |
| 14               | 澪標   | 41 | 雲隠   |
| 15               | 蓬生   | 42 | 匂宮   |
| 16               | 関屋   | 43 | 紅梅   |
| 17               | 絵合   | 44 | 竹河   |
| 18               | 松風   | 45 | 橋姫   |
| 19               | 薄雲   | 46 | 椎本   |
| 20               | 朝顔   | 47 | 総角   |
| 21               | 少女   | 48 | 早蕨   |
| 22               | 玉鬘   | 49 | 宿木   |
| 23               | 初音   | 50 | 東屋   |
| 24               | 胡蝶   | 51 | 浮舟   |
| 25               | 蛍     | 52 | 蜻蛉   |
| 26               | 常夏   | 53 | 手習   |
| 27               | 篝火   | 54 | 夢浮橋 |

玉鬘十帖（たまかずらじゅうじょう）とは、『源氏物語』における第22帖「玉鬘」から第31帖「真木柱」までの十帖をいう。

## 概要
「玉鬘」から「真木柱」までの十帖は、頭中将と夕顔の娘である玉鬘を中心とした一連の物語が描かれている、一連の「玉鬘物語」の中核をなす巻々であることからひとまとめにして「玉鬘十帖」と呼ばれる。古くは「初音」から「真木柱」までは玉鬘の並びの巻であるとされ、玉鬘十帖全体で1帖に数えられていた。年立の上では光源氏が35歳から38歳にかけての出来事を描いている。この玉鬘十帖は分量的に比較的短い巻が多く、特に第23帖「初音」より第29帖「行幸」までは年立から見ても1年間を描くのに数帖かけるなど短い期間を描いたものが多い。
また『源氏物語』では、巻と巻とのつながり方が不自然なことがしばしばあるが、この玉鬘十帖の中では巻と巻はいずれも自然につながっており、この十帖内部での一体性は高い。その一方でこの前後の巻との関係では年立が不自然であり、また「夕顔」の巻で夕顔の娘として存在だけは触れられていたものの、きちんと登場したこともなく名前も示されなかった玉鬘が突然登場して十帖にわたって重要な役割を演ずるなど、特異な性質を持っている。このような玉鬘十帖の特異性については、後述のような成立論の立場から説明しようとするものと、あくまで構想論の立場から説明しようとする立場が存在するが、広く受け入れられる結論は存在しないのが現状である。

## 玉鬘系後記一括挿入説
武田宗俊はこの玉鬘十帖に同じように前後のつながりの不自然な「帚木」など6帖を加えた16帖を「玉鬘系」と呼び、『源氏物語』は現在見られるような巻序に従って順次書かれていったのではなく原源氏物語＝「紫上系」が書かれた後にこの「玉鬘系」が書かれて「紫上系」の巻々の間に挿入されていったのだとしている。

## 玉鬘十帖に含まれる巻
- 玉鬘 - 光源氏の35歳3月から12月を描く
- 初音 -  光源氏の36歳正月を描く
- 胡蝶 -  光源氏の36歳3月から4月を描く
- 蛍 -  光源氏の36歳5月を描く
- 常夏 -  光源氏の36歳6月を描く
- 篝火 -  光源氏の36歳7月を描く
- 野分 -  光源氏の36歳8月を描く
- 行幸 -  光源氏の36歳12月から37歳2月を描く
- 藤袴 -  光源氏の37歳秋を描く
- 真木柱 -  光源氏の37歳冬から38歳11月を描く